# Udea bourgognealis
Udea bourgognealis là một loài bướm đêm trong họ Crambidae.